# Bataille de Vérone (312)
La bataille de Vérone a lieu en 312 entre les forces armées des empereurs romains Constantin Ier et Maxence. Les forces de Maxence sont vaincues et Ruricius Pompeianus, son représentant le plus gradé, est tué au cours du combat.

## Contexte
En 312, Constantin saisit l’occasion d’envahir l’Italie pour mettre fin à l’usurpation de Maxence. De la Gaule, il traverse les Alpes pour se rendre en Italie. Dans la ville de Segusium (aujourd’hui Suse), il rencontre une certaine résistance lorsque les défenseurs refusent de lui ouvrir leurs portes. Après un siège succinct, les portes sont incendiées et la ville est prise; cependant, afin de s’assurer le soutien de la population italienne, Constantin ordonne à ses troupes d’éteindre les incendies.
La route vers l’Italie lui est ainsi ouverte et, peu après, il détruit à Turin une armée de Maxence, dont le contingent le plus important est constitué de cavalerie lourde. Après cette victoire, de vastes zones du nord de l’Italie, y compris la ville de Milan, changent d’allégeance. Constantin peut alors marcher plus à l’est où il met en déroute une cavalerie ennemie campée près de Brescia.

## Bataille
Après le ralliement de Milan à Constantin, la ville de Vérone devient la principale place forte de Maxence au nord de l’Italie. Vérone est naturellement protégée par la boucle du fleuve Adige, et ses fortifications constituent une formidable barrière contre les attaques. Le plus haut chef militaire de Maxence, le préfet du prétoire Ruricius Pompeianus, y a rassemblé une grande armée à partir des forces de la région de Vénétie. Constantin déploie ses troupes pour entamer un siège, mais Ruricius préfère sortir avec ses troupes et mener bataille. Les troupes de Constantin les défont et les forcent à se replier dans la ville. Constantin prend alors Vérone.
Ruricius parvient néanmoins à s’échapper et fuit vers l’est pour chercher des renforts. Il revient bientôt avec une armée considérable, de sorte que Constantin se retrouve dans une position difficile, devant combattre sur deux fronts à la fois. Constantin décide de passer à l’offensive : il laisse une partie de son armée contenir la garnison restée en ville et, avec le reste de ses troupes, attaque les renforts de Ruricius. Constantin mène cette attaque personnellement et motive ainsi ses soldats. Ruricius est tué dans la mêlée et ses forces sont rapidement mises en déroute. Les troupes de Maxence restées en ville capitulent.

## Conséquences
Après la reddition de Vérone, toute opposition à Constantin dans le nord de l’Italie s’effondre. Les villes d’Étrurie et d’Ombrie se rallient à Constantin, lui permettant de marcher directement sur Rome. À la bataille du pont Milvius, juste à l'extérieur de Rome, Constantin défait Maxence une dernière fois. Maxence est tué au cours de la bataille et Constantin devient le souverain de l’Empire romain d’Occident.